# 감지은니묘법연화경 권1
감지은니묘법연화경 권1(紺紙銀泥妙法蓮華經 卷一)은 서울특별시 용산구, 국립중앙박물관에 있는 조선시대의 사경이다. 1963년 1월 21일 대한민국의 보물 제269호로 지정되었다가, 2007년 10월 24일 대한민국의 보물 제269-1호로 지정번호가 변경되었다.

## 개요
묘법연화경은 줄여서 ‘법화경’이라고 부르기도 하며, 부처가 되는 길이 누구에게나 열려 있다는 것을 중요사상으로 하고 있다. 묘법연화경은 천태종의 근본경전으로 화엄종과 함께 우리나라 불교사상 확립에 크게 영향을 끼친 불교경전이다.
감지은니묘법연화경 권1(紺紙銀泥妙法蓮華經 卷一)은 검푸른 종이에 금·은가루를 사용하여 글씨를 쓰고 그림을 그린 것으로, 병풍처럼 펼쳐서 볼 수 있는 형태로 되어있다. 우아한 무늬가 표현된 표지에는 금색으로 제목이 쓰여 있으며, 권의 첫머리에는 불경의 내용을 요약하여 그린 변상도(變相圖)가 섬세하고 아름답게 그려져 있다. 본문은 은색글씨로 바르고 근엄하게 쓰여져 있다.
연도를 측정할 만한 기록이 없으나 글씨의 풍이 고려 후기의 법주사자정국존비(충청북도유형문화재 제79호)나 신륵사보제존자석종비(보물 제229호)와 비슷한 것으로 보아 고려시대에 만들어진 것으로 추정되며, 글씨와 표지의 장식이 훌륭하고 보존상태도 양호하다.
후면에 ‘광덕사’라는 사찰명이 주서되어 있고 이 사경과 크기·체제·경문의 글씨가 동일한 사경으로 보물 제269-1호 《감지은니묘법연화경 권1》과 보물 제390호 《광덕사 고려사경》 중 《감지은니묘법연화경 권2, 4, 5, 6》(보물 제269-2호)이 있다. 기존에 지정되어 있는 것에 《동아대학교 소장본인 권3》(보물 제269-3호)과 《국립중앙박물관 소장본인 권7》(보물 제269-4호)을 합하면 완벽한 “1질”을 이루게 되며, 이는 전래된 사경 가운데 전질이 밝혀진 것이 드문 예로써 더욱 큰 의미를 지닌다.

## 지정번호 변경사유
기 지정된 국립중앙박물관 소장 “감지은니묘법연화경 권제1”과 불교중앙박물관 소장의 “감지은니묘법연화경 권제2·4·5·6”에 동아대박물관 소장 “권제 3”, 국립중앙박물관 소장 “권제 7”을 합하면 완벽한 1질이 됨에 따라, 관리의 효율성을 제고하기 위해 신규로 지정되는 “권제3”,“권제7”과 통합하고자 함.

## 같이 보기
- 묘법연화경

## 참고 자료
- 감지은니묘법연화경 권1 - 국가유산청 국가유산포털